# Copa jordana de futbol
La Copa jordana de futbol és la màxima competició futbolística per eliminatòries de Jordània. És organitzada per l'Associació de Futbol de Jordània.
El campió es classifica per la Copa de l'AFC.

## Historial
Font
- 1980:  Al-Faisaly (1)
- 1981:  Al-Faisaly (2)
- 1982:  Al-Wehdat (1)
- 1983:  Al-Faisaly (3)
- 1984:  Al-Jazeera (1)
- 1985:  Al-Wehdat (2)
- 1986:  Al-Arabi (1)
- 1987-88:  Al-Faisaly (4)
- 1988-89:  Al-Wehdat (3)
- 1989-90:  Al-Faisaly (5)
- 1990-91:  Al-Ramtha (1)
- 1991-92:  Al-Ramtha (2)
- 1992:  Al-Faisaly (6)
- 1993:  Al-Faisaly (7)
- 1993-94:  Al-Faisaly (8)
- 1994-95:  Al-Faisaly (9)
- 1996:  Al-Wehdat (4)
- 1997:  Al-Wehdat (5)
- 1998:  Al-Faisaly (10)
- 1999:  Al-Faisaly (11)
- 2000:  Al-Wehdat (6)
- 2001:  Al-Faisaly (12)
- 2002-03:  Al-Faisaly (13)
- 2003-04:  Al-Faisaly (14)
- 2004-05:  Al-Faisaly (15)
- 2005-06:  Shabab Al-Ordon (1)
- 2006-07:  Shabab Al-Ordon (2)
- 2007-08:  Al-Faisaly (16)
- 2008-09:  Al-Wehdat (7)
- 2009-10:  Al-Wehdat (8)
- 2010-11:  Al-Wehdat (9)
- 2011-12:  Al-Faisaly (17)
- 2012-13:  That Ras (1)
- 2013-14:  Al-Wehdat (10)
- 2014-15:  Al-Faisaly (18)
- 2015-16:  Al-Ahli (1)
- 2016-17:  Al-Faisaly (19)
- 2017-18:  Al-Jazeera (2)
- 2018-19:  Al-Faisaly (20)
- 2020: No es disputà (COVID-19)